# 鶴間政行
鶴間 政行（つるま まさゆき）は、日本の放送作家、著作家、ラジオパーソナリティである。埼玉県熊谷市生まれ。埼玉県立熊谷商業高等学校、東洋大学経営学部商学科卒業。萩本企画所属。放送作家集団「サラダ党」の一員。愛称「ケロヨン」。

## 概要
構成を担当するラジオ番組においては出演もしており、『ラジオはアメリカン』（ラジアメ）ではメインパーソナリティの引き立て役、『コサキンDEワァオ!』では裏の進行役として、それぞれの番組に欠くべからざる存在となっていた。並行して『欽ドン!良い子悪い子普通の子』『欽ちゃん&香取慎吾の全日本仮装大賞』『SMAP×SMAP』『王様のブランチ』など、多くの人気テレビ・ラジオ番組を担当。長寿番組だった『ライオンのごきげんよう』のサイコロトークの発案者としても、業界では名高い。
現在は、『芸能界で学んだ人の才能の見つけ方』や『一流の人たちの人生を変えた「欽」言』を出版し、芸能人から一般人まで必要な人間力・アドリブ力・コミュニケーション力をもとに人材の育成を手がける。又、長年培ったユニークなアイディアで、地元・熊谷市をはじめ、地域おこしに力を注いでいる。
萩本欽一（以下、萩本）のブレーン または欽ちゃんファミリーの放送作家 と紹介される場合もある。

## 来歴・人物
中学時代は野球部に所属し、3年生の時はレギュラー部員。高校でも最初は野球部に入部しようとしていたが、県内有数の野球強豪校であり、近隣からの野球エリートが入部しているので入部しなかった。新入生への入部勧誘で先輩より声を掛けられ、その先輩が優しそうな感じがしたので新聞部に入部した。
1970年代には、ラジオ番組『欽ちゃんのドンといってみよう』（ニッポン放送）の常連投稿者であった。1974年、非売品として番組リスナーの希望者に全員プレゼントされた番組本『欽ちゃんのドンといってみよう』には、高校時代の投稿作品が掲載されている。
大学生時代は漠然と放送作家になれたらいいなとは思っていたが、卒業後は市役所に勤めるつもりで公務員試験を受けようとしていた。そんな時に萩本の所属する浅井企画から、作家になる気持ちはあるかとの電話を受け、作家になると即答する。後日鶴間が萩本に聞いた話によると、当時の欽ドンの常連リスナー投稿数ランキングの1位から電話しろとの萩本の指示で順番に電話していったが、1位から9位までの全員に断られて、10位くらいの所に居た鶴間に電話が回って来たという。そして放送作家を志し、大学在学中に萩本の住み込み弟子となったが、萩本からは何も教えられず、ひたすら将棋と麻雀の相手だけをさせられる日々が5年間近く続いた。萩本は、鶴間が耐え切ったことを見届けた上で、放送作家としてデビューさせた。
鶴間は『欽ドン!』の構成を担当していた大岩賞介らの放送作家集団「パジャマ党」に参加し、のちに益子強、大倉利晴とともに「サラダ党」を結成、のちに益子強との二人組となる。
1991年、鶴間の発案した サイコロトークが、テレビ番組『ごきげんよう』の夏休み企画に採り入れられた。同番組の視聴率は1桁から12%程度へと上昇し、サイコロトークはレギュラーコーナーとして定着。
緑色が好きで、服も緑のものを好んで着ていたことから、長らく自身が出演していた『ラジアメ』『コサキン』のリスナーや出演者には、カエルのキャラクターをもじって「ケロヨン鶴間さん」と親しまれていた。

## 構成・出演番組
構成担当番組、一部のみを列挙する。過去に担当していた番組を含む。

### テレビ
| 番組名                                          | 放送局           | 期間                 | 担当 | 備考欄       |
| ----------------------------------------------- | ---------------- | -------------------- | ---- | ------------ |
| 欽ちゃんの全日本仮装大賞                        | 日本テレビ       | 1979年12月~2001年9月 | 構成 |              |
| 欽ちゃん&香取慎吾の全日本仮装大賞               | 日本テレビ       | 2002年1月~現在       | 構成 | [ 9 ] [ 10 ] |
| 欽ちゃんの９時テレビ                            | フジテレビ       | 1980年10月~1981年3月 | 構成 |              |
| 欽ドン！良い子悪い子普通の子                    | フジテレビ       | 1981年4月~1983年9月  | 構成 | [ 3 ] [ 4 ]  |
| 欽ドン！良い子悪い子おまけの子                  | フジテレビ       | 1983年9月~1985年5月  | 構成 |              |
| マイルド欽ドン!                                 | フジテレビ       | 1985年10月~1986年4月 | 構成 |              |
| 欽ドンお友達テレビ                              | フジテレビ       | 1986年5月~1986年10月 | 構成 |              |
| 欽ドン！ハッケヨーイ笑った！                    | フジテレビ       | 1986年11月~1987年2月 | 構成 |              |
| 欽ドン！スペシャル                              | フジテレビ       | 1987年2月~1987年3月  | 構成 |              |
| 欽ちゃんのどこまでやるの!?                      | テレビ朝日       |                      | 構成 | [ 3 ]        |
| 欽ちゃんの週刊欽曜日                            | TBSテレビ        | 1982年10月~1985年9月 | 構成 | [ 3 ]        |
| ドキド欽ちゃんスプリッツ！！                    | TBSテレビ        | 1986年10月~1987年3月 | 構成 |              |
| よ！大将みっけ                                  | フジテレビ       | 1994年10月~1995年3月 | 構成 |              |
| 欽ちゃん！30%番組をもう一度作りましょう         | 日本テレビ       | 2011年7月22日        | 構成 |              |
| ニッポン美味しい笑顔紀行 ~東日本ギョギョうま編~ | BS-TBS           | 2012年2月~2012年3月  | 構成 |              |
| 欽ちゃんのアドリブで笑                          | NHK BSプレミアム | 2017年5月~           | 構成 |              |
| 欽ちゃんのちょっと近所のお寺めぐり              | フジテレビ       | 2017年12月16日       | 構成 |              |
| 欽ちゃん劇場                                    | BSフジ           | 2019年3月1日・15日   | 構成 |              |
| 欽ちゃんの『今年ど〜するの！？』                | BSテレ東         | 2020年1月1日         | 構成 |              |

| 番組名                                | 放送局     | 期間                  | 担当         | 備考欄                                           |
| ------------------------------------- | ---------- | --------------------- | ------------ | ------------------------------------------------ |
| ライオンのいただきます                | フジテレビ | 1984年10月~1989年9月  | 構成         |                                                  |
| ライオンのいただきますⅡ               | フジテレビ | 1989年10月~1990年12月 | 構成         |                                                  |
| ライオンのごきげんよう                | フジテレビ | 1991年1月~2016年3月   | 構成         | サイコロトークを発案、25年の長寿番組となる。     |
| 森田一義アワー 笑っていいとも!        | フジテレビ | ~2014年3月            | 構成         | [ 2 ] [ 3 ] [ 4 ]                                |
| 笑っていいとも!増刊号                 | フジテレビ |                       | 構成         |                                                  |
| 笑っていいとも!特大号                 | フジテレビ |                       | 構成         |                                                  |
| 笑っていいとも!新春祭                 | フジテレビ |                       | 構成         |                                                  |
| 笑っていいとも!春・秋の祭典スペシャル | フジテレビ |                       | 構成         |                                                  |
| FNS27時間テレビ                       | フジテレビ |                       | 構成         |                                                  |
| オレたちひょうきん族                  | フジテレビ | 1981年5月~            | 構成・出演   | 宗茂のものまねで出演。名義は「鶴間ゴカボウ政行」 |
| クイズグランプリ                      | フジテレビ | 1980年4月~1980年12月  | クイズ制作   |                                                  |
| クイズ漫才グランプリ                  | フジテレビ | 1981年1月~1981年6月   | 構成         |                                                  |
| クイズ ア！知っテレビジョン           | フジテレビ | 1981年10月~1982年10月 | 構成         |                                                  |
| いきなり！フライデーナイト            | フジテレビ | 1986年4月~1986年9月   | 構成         |                                                  |
| 夕やけニャンニャン                    | フジテレビ | 1986年10月~1987年8月  | 構成         |                                                  |
| ぼくら冒険王                          | フジテレビ | 1987年3月20日         | 構成         |                                                  |
| ぼくら冒険王Ⅱ                         | フジテレビ | 1987年9月18日         | 構成         |                                                  |
| 桃色学園都市宣言！！                  | フジテレビ | 1987年10月~1988年3月  | 構成         |                                                  |
| フジテレビ30年史                      | フジテレビ | 1988年12月25日        | 構成         |                                                  |
| 邦ちゃんのやまだかつてないテレビ      | フジテレビ | 1989年10月~1992年3月  | 構成・出演   | 宗兄弟役で出演したこともある。                   |
| 世にも奇妙な物語                      | フジテレビ | 1991年7月25日         | 脚本協力     | 「リフレイン」を手がける。                       |
| タイム３                              | フジテレビ | 1990年4月~1993年9月   | 構成         |                                                  |
| 夢がMORI MORI                         | フジテレビ | 1992年4月~1995年10月  | 構成         | [ 2 ]                                            |
| サイコの晩餐                          | フジテレビ | 1992年4月~1992年9月   | 構成         |                                                  |
| ゴールデンタイム                      | フジテレビ | 1994年4月~1994年9月   | 構成         |                                                  |
| 志村けんのオレがナニしたのヨ?         | フジテレビ | 1995年10月~1996年3月  | 構成         |                                                  |
| SMAP×SMAP                             | フジテレビ | 1996年4月~2016年12月  | 構成         |                                                  |
| 中居正広のボクらはみんな生きている    | フジテレビ | 1997年10月~1998年9月  | 構成         |                                                  |
| 中居正広のボク生きⅡ                   | フジテレビ | 1998年10月~1999年3月  | 構成         |                                                  |
| F2                                    | フジテレビ | 2002年10月~2004年3月  | 構成         |                                                  |
| F2-X                                  | フジテレビ | 2004年4月~2005年4月   | 構成         |                                                  |
| 金曜日のキセキ                        | フジテレビ | 2010年10月~2011年6月  | 構成         |                                                  |
| 超逆境クイズバトル!! 99人の壁         | フジテレビ | 2017年12月~現在       | アドバイザー | [ 14 ]                                           |

| 番組名                                                                                              | 放送局    | 期間                  | 担当       |             |
| --------------------------------------------------------------------------------------------------- | --------- | --------------------- | ---------- | ----------- |
| 家族対抗クイズ合戦                                                                                  | TBSテレビ | 1978年4月~1979年3月   | クイズ制作 |             |
| 世界で初のクイズ！AとBとショー                                                                      | TBSテレビ | 1984年1月2日          | クイズ制作 |             |
| ぱくぱくお子様ランチ                                                                                | TBSテレビ | 1985年10月~1985年12月 | 構成       |             |
| Good ジャパニーズ                                                                                   | TBSテレビ | 1992年4月~1992年9月   | 構成       |             |
| パパ大好き！                                                                                        | TBSテレビ | 1987年4月~1987年9月   | 構成       |             |
| アッコにおまかせ！                                                                                  | TBSテレビ | 1993年4月~1999年6月   | 構成       |             |
| コサキン ルーの怒んないで聞いて！！                                                                 | TBSテレビ | 1993年10月~1994年3月  | 構成       |             |
| 王様のブランチ                                                                                      | TBSテレビ | 2003年1月~            | 構成       | [ 3 ] [ 4 ] |
| 中居正広のテレビ50年名番組だョ!全員集合笑った泣いた感動したあのシーンをもう一度夢の総決算スペシャル | TBSテレビ | 2005年10月2日         | 構成       |             |
| はなまるマーケット                                                                                  | TBSテレビ | 2006年4月~2014年3月   | 構成       |             |
| キニナル金曜日                                                                                      | TBSテレビ |                       | 構成       |             |

| 番組名                                                        | 放送局                   | 期間                 | 担当         | 備考欄               |
| ------------------------------------------------------------- | ------------------------ | -------------------- | ------------ | -------------------- |
| パオパオチャンネル                                            | テレビ朝日               | 1988年11月~1989年9月 | 構成         |                      |
| THE M                                                         | 日本テレビ               | 2008年4月~2008年8月  | 構成         |                      |
| 『昭和の巨星スペシャル 渥美清~泣いてたまるか・寅さんの原点~』 | BS-TBS                   | 2014年11月7日        | 構成         |                      |
| ずん飯尾&やすの1号店にオジャマします                          | BS-TBS                   | 2021年2月14日        | 構成         |                      |
| Bizスクエア                                                   | BS-TBS                   | 2020年1月~           | アドバイザー |                      |
| 情報新惑星                                                    | BS日テレ                 |                      | 構成         |                      |
| モノ☆ミュージアム                                             | BS日テレ                 |                      | 構成         |                      |
| コサキンDEラ゛ジオ゛!                                         | テレ朝チャンネル・BS朝日 | 2010年4月~2013年4月  | 構成         |                      |
| 日本の、これから                                              | NHK総合テレビ            | 2009年3月21日        | 出演         | パネラーとして出演。 |

### ラジオ
| 番組名                                                  | 放送局    | 期間                  | 担当       |
| ------------------------------------------------------- | --------- | --------------------- | ---------- |
| 夜はともだち コサラビ絶好調！                           | TBSラジオ | 1981年10月~1982年9月  | 構成・出演 |
| るんるんナイト コサラビワオ！                           | TBSラジオ | 1982年10月~1983年10月 | 構成・出演 |
| ザ・欽グルス電リク60分                                  | TBSラジオ | 1983年10月~1984年4月  | 構成・出演 |
| ザ・欽グルスショー                                      | TBSラジオ | 1984年4月~1985年10月  | 構成・出演 |
| コサキンワールド なんでもねぇんだよゲベロッチョ         | TBSラジオ | 1985年10月~1986年4月  | 構成・出演 |
| スーパーギャング -コサキン無理矢理100%-                 | TBSラジオ | 1986年4月~1991年10月  | 構成・出演 |
| コサキン増刊号                                          | TBSラジオ | 1989年4月~1991年10月  | 構成・出演 |
| コサキン快傑アドレナリン                                | TBSラジオ | 1991年10月~1994年10月 | 構成・出演 |
| コサキンDEワァオ!                                       | TBSラジオ | 1994年10月~2009年3月  | 構成・出演 |
| お正月特番 令和に復活！コサキンDEワァオ！です、ワァオ！ | TBSラジオ | 2022年1月3日          | 構成・出演 |

| 番組名                         | 放送局    | 期間                 | 担当       |
| ------------------------------ | --------- | -------------------- | ---------- |
| 大橋照子のラジオはアメリカン   | TBSラジオ | 1981年4月~1985年3月  | 構成・出演 |
| 斉藤洋美のラジオはアメリカン   | TBSラジオ | 1985年4月~1993年6月  | 構成・出演 |
| 大原のりえのラジオはアメリカン | TBSラジオ | 1993年7月~1996年6月  | 構成・出演 |
| 大橋照子のラジオはカプチーノ   | TBSラジオ | 1998年10月~1999年4月 | 構成・出演 |
| 大橋照子のしゃべりバビデブー   | 文化放送  | 1999年4月~2001年3月  | 構成・出演 |
| 大橋照子のこれでキメましょう!  | 文化放送  | 2001年4月~2002年3月  | 構成・出演 |

| 番組名                                                  | 放送局             | 期間                  | 担当       |
| ------------------------------------------------------- | ------------------ | --------------------- | ---------- |
| 欽ちゃんのドンといってみよう!                           | ニッポン放送       | 1976年10月~1979年3月  | 構成       |
| 欽ちゃんのここからトコトン                              | ニッポン放送       | 1979年10月~1984年3月  | 構成       |
| 王選手物語                                              | ニッポン放送       | 1977年10月~1978年4月  | 構成       |
| くず哲のヤンヤン大学                                    | TBSラジオ          | 1979年4月~1980年3月   | 構成       |
| くず哲のグッドチューニング                              | TBSラジオ          | 1980年10月~1981年3月  | 構成       |
| 山口良一のオールナイトニッポン                          | ニッポン放送       | 1982年4月~1985年4月   | 構成・出演 |
| ザ・ぼんちのヤングタウンTOKYO                           | TBSラジオ          | 1981年10月~1983年9月  | 構成       |
| シブがき隊の青春キャッチボール                          | TBSラジオ          | 1982年4月~1983年3月   | 構成       |
| 進め!おもしろバホバホ隊                                 | TBSラジオ          | 1984年10月~1986年10月 | 構成       |
| エド山口のまんてんワイド                                | TBSラジオ          | 1983年10月~1984年10月 | 構成       |
| 欽ちゃんのドンといってみよう!野球盤                     | ニッポン放送       | 2007年10月~2008年3月  | 構成       |
| 欽ちゃんのドンといってGO!GO!                            | ニッポン放送       | 2008年10月~2009年3月  | 構成       |
| 小堺一機のサタデーウィズ                                | TBSラジオ          | 2000年4月~2006年9月   | 構成       |
| さかなクンのレッツ・ギョ〜!!                            | TBSラジオ・KBS京都 | 2017年10月~2019年3月  | 構成・進行 |
| 依田哲哉の即•今日でGO!                                  | FMクマガヤ         | 2021年〜現在          | 月イチ出演 |
| 日本全国 石原まさし「まさしのミュージックチャンプルー」 | ミュージックバード | 2025年4月~            | 構成・出演 |

### インターネットラジオ
| 番組名                       | 放送媒体 | 期間                | 担当       |
| ---------------------------- | -------- | ------------------- | ---------- |
| 斉藤洋美のラジオはアメリカン | AII      | 2002年3月~2006年6月 | 構成・出演 |

### YouTube
| チャンネル名           | 登録数 | 作品数 | 期間       | 担当       | 備考欄           |
| ---------------------- | ------ | ------ | ---------- | ---------- | ---------------- |
| 欽ちゃんの80歳の挑戦！ | 2900人 | 73本   | 2020年7月~ | 企画協力   |                  |
| KOTOことチャンネル     | 80人   | 10本   | 2020年2月~ | 構成・出演 | 進行係を務める。 |

| 年   | 動画名                                                                                  | 閲覧数 | 更新日         | 担当 |
| ---- | --------------------------------------------------------------------------------------- | ------ | -------------- | ---- |
| 2020 | 今だからこそ私たちの「想い」を名曲にのせて                                              | 555    | 2020年4月2日   | 進行 |
| 2021 | 「いせやともか」が足利八幡宮から愛を祈る                                                | 529    | 2020年5月31日  | 進行 |
| 2020 | 足利笑いと歌の夏祭りin中目黒                                                            | 417    | 2022年8月22日  | 進行 |
| 2020 | 鶴間道場〜芸能のすすめ〜                                                                | 384    | 2020年5月28日  | 講師 |
| 2018 | 「あなたの街新発見！」講演会のご案内                                                    | 376    | 2018年6月4日   | 講師 |
| 2021 | 鶴間道場~タレント力を伸ばす~                                                            | 221    | 2020年7月20日  | 講師 |
| 2019 | 子育てお母さんのアドリブ力養成講座 宿題しないで遊んでしまう子どもになんて言う？         | 112    | 2019年12月25日 | 講師 |
| 2020 | 子育てお母さんのアドリブ力養成講座 コロナで休校になった子どもとどう接するのかよいのか？ | 112    | 2020年3月7日   | 講師 |
| 2020 | 子育てお母さんのアドリブ力養成講座 ついついキツく叱ってしまう時、どの様に差をつける？！ | 93     | 2020年1月5日   | 講師 |
| 2021 | 第42回フォーラムくまがや2021 放送作家 鶴間 政行氏 講演 1/2                              | 74     | 2021年12月24日 | 講師 |

## 講師・講演
- 欽ちゃん劇団（萩本企画）、1991~1993年、「コント」授業の講師としてアドリブ力を指導。
- TSM東京スクールオブミュージック&ダンス専門学校、「バラエティー」授業の講師を務める。
- テレビ朝日アスク、2010年〜現在、「番組制作入門コース」を担当。
- 日本脚本家連盟スクール、2018年、「放送作家クラス」を担当。
- メディアブランディングMBJ、2022年、講師として芸能界で通用する人間力を指導。
講演会

- 熊谷市議員部課長研修「新しい街の作り方〜面白いぞ、熊谷〜」、2018年11月22日、ラグビータウン熊谷の盛り上げ方のアイディアの数々を講演。
- 第42回フォーラムくまがや2021「明日を10倍面白くするヒント」、2021年12月、毎日面白がって生きる入り口や考え方遊び方を例題を披露しながら講演。
- 熊谷市小中学校校長会、2019年、朝礼で生徒の心を掴む方法等を講演。

## 著書
- 世紀末超なぞなぞクイズ-解いて解かせる101問、ベストセラーズ、1991年、ISBN 4584302898
- 熱狂の101問バトル!世紀末超なぞなぞクイズ2、ベストセラーズ、1992年、ISBN 4584303037
- ウルトラあるないクイズ-頭と心のエコロジー!?、ベストセラーズ、1992年、ISBN 4584008000
- ぶっ飛び!漢字クイズ-カタい頭じゃ絶対解けない、ベストセラーズ、1992年、ISBN 4584303258
- 世界大逆転ミラクルクイズ、白夜書房、1992年、ISBN 4893672746
- クイズスクランブル・ワード-並べ換えると名前になる!、ベストセラーズ、1993年、ISBN 4584303819
- "脳トレ"202問、ごま書房、2006年、ISBN 4341083163
- 人に好かれる笑いの技術、アスキー新書、2008年、ISBN 4756150934
- 芸能界で学んだ人の才能の見つけ方、育て方、伸ばし方、フォレスト出版、2021年、ISBN 4866801328
- 一流の人たちの人生を変えた『欽』言、主婦と生活社、2022年、ISBN 4391156547
- コサキンというラジオ、興陽館、2022年、ISBN 4877233032

### 電子書籍
- 有名芸能人が身近に感じるうちわ話（オリオンブックス）[15]

### オーディオブック
- 有名芸能人が身近に感じるうちわ話（オリオンブックス） ※鶴間本人が朗読[12]。収録時間：28分、容量：26.4MB[12]

## 参考資料
- コサキンのひとみと悦子（1992年、発行：日音、発売：シンコー・ミュージック）ISBN 4401613619 ※TBSラジオの番組『コサキン』シリーズ（当時のタイトルは『コサキン怪傑アドレナリン』）開始10周年記念に発行された書籍。
- コサキンの4548（2001年、興陽館）ISBN 4877231366 ※『コサキン』シリーズ（当時のタイトルは『コサキンDEワァオ!』）開始20周年記念に発行された書籍。